# Манова, Нина Сергеевна
Нина Сергеевна Манова (род. 1957) — советский и российский учёный-правовед, доктор юридических наук, профессор, заведующая кафедрой уголовного процесса Саратовской государственной юридической академии. Специалист по уголовно-процессуальному праву. Почётный работник высшего профессионального образования Российской Федерации.

## Биография
- 1980 год — окончание Саратовского юридического института имени Д. И. Курского по специальности «юриспруденция».
- 1980 год — 1985 год — работала следователем в Управлении внутренних дел Владимирской области.
- 1988 год — защита диссертации на соискание учёной степени кандидата юридических наук на тему «Особенности предмета доказывания по делам о преступлениях несовершеннолетних»[1].
- 2002 год — 2010 год — заместитель директора по науке Института прокуратуры Саратовской государственной академии права.
- 2006 год — защита диссертации на соискание учёной степени доктора юридических наук на тему «Теоретические проблемы уголовно-процессуальных производств и дифференциации их форм»[2]. Научным консультантом выступал доктор юридических наук, профессор Торбин Ю. Г., оппонентами — профессора Бойков А. Д., Капинус Н. И., Халиулин А. Г.

В настоящее время является профессором, заведующей кафедрой уголовного процесса Саратовской государственной юридической академии.

## Научная деятельность
В сферу научных интересов профессора Мановой Н. С. входит изучение проблем предварительного расследования, прокурорского надзора за расследованием уголовных дел, рассмотрения уголовных дел в судах, адвокатская тайна, проблемы доказывания в уголовном процессе и другие вопросы уголовно-процессуального права.
Н. С. Манова активно ведет научно-преподавательскую деятельность, читает такие курсы как уголовный процесс, процессуальные проблемы предварительного расследования, уголовное преследование: субъекты и порядок осуществления, проблемы совершенствования уголовно-процессуальной формы. Под её руководством защищено 12 кандидатских диссертаций.
Является членом Научно-консультативного Совета при Верховном Суде Российской Федерации, членом диссертационного совета Саратовской государственной юридической академии, членом редакционной коллегии научных журналов «Правовая политика и правовая жизнь», выпускаемого Саратовским филиалом ИГП РАН и «Вестник Саратовской государственной юридической академии». Активно участвует в крупных научных конференциях, семинарах и круглых столах, выступает редактором при подготовке сборников по итогам научных мероприятий, а также иных научных изданий.
За годы работы профессором Мановой опубликовано более 200 научных работ, в том числе несколько монографий. Является автором и соавтором учебников и учебных пособий по уголовно-процессуальному праву, востребованных не только в родном вузе, но и в иных учебных заведениях соответствующего профиля. Активно публикуется в ведущих научных журналах, таких как Государство и право, Российская юстиция, Правоведение, Законность и других.

## Некоторые публикации

### Монографии, учебники, учебные пособия
- Манова Н. С. Досудебное и судебное производство: сущность и проблемы дифференциации процессуальных форм. Монография / Под ред. В. М. Корнукова. — Саратов: Издательство СГАП, 2003. — 224 с. — ISBN 5-7924-0254-X.
- Манова Н. С., Францифоров Ю. В. Уголовный процесс России : пособие для подготовки к экзамену. — М.: Юрайт, 2003. — 175 с. — ISBN 5-94879-012-6.
- Манова Н. С., Францифоров Ю. В. Уголовный процесс: конспект лекций. — М.: Высшее образование, 2008. — 174 с. — ISBN 978-5-9692-0267-2.
- Манова Н. С. Уголовный процесс: учебник. — Ростов-на-Дону: Феникс, 2018. — 398 с. — (Среднее профессиональное образование). — 1000 экз. — ISBN 978-5-222-29260-0.
- Манова Н. С., Францифоров Ю. В. Уголовный процесс: учебное пособие для вузов, для студентов, обучающихся по юридическим направлениям. — М.: Юрайт, 2019. — 243 с. — ISBN 978-5-534-12376-0. (выдержал более 10 переизданий)
- Коллектив авторов. Правовая политика и ее эффективность в сфере отдельных видов судебных производств: монография. — Норма, 2021. — 199 с. — ISBN 978-5-00156-219-1.

### Статьи
- Манова Н. С., Корнуков В. М. «Уголовный процесс» (Учебник для вузов под общей редакцией проф. П. А. Лупинской. М.: Юрист, 1995, 544 с.) (Рецензия) // Российская юстиция : научный журнал. — 1995. — № 10. — С. 63.
- Манова Н., Францифоров Ю. Дайте время, чтобы ответить на обвинение // Российская юстиция : научный журнал. — 1999. — № 6. — С. 42—43.
- Манова Н. С. Предварительное следствие: идеи и новые законодательные реалии // Государство и право : научный журнал. — 2003. — № 2. — С. 61—66.
- Манова Н. С. Возобновления уголовного дела виду новых или вновь открывшихся обстоятельств: достоинства и неудачи правовой регламентации // Государство и право : научный журнал. — 2008. — № 5. — С. 107—109.
- Манова Н. С. Заключение и показания специалиста: опыт и перспективы использования в доказывании по уголовным делам // Правоведение : научный журнал. — 2011. — № 2. — С. 214—221.
- Быков В., Манова Н. Нужен ли уголовному судопроизводству России следственный судья? // Законность : научный журнал. — 2015. — № 6. — С. 44—46.
- Манова Н. С., Чурикова А. Ю. Как сделать адвокатское расследование эффективным средством доказывания // Уголовный процесс : научный журнал. — 2020. — № 9 (189). — С. 62—69.
- Манова Н. С., Лавнов М. А., Чурикова А. Ю. Современная уголовная политика, совершенствование уголовного судопроизводства и модель деятельности прокурора: проблемы взаимообусловленности // Правовая политика и правовая жизнь : научный журнал. — 2021. — № 1. — С. 39—53.
- Манова Н. С. Особые порядки судебного разбирательства: проблемы эффективности и обеспечения прав участников уголовного судопроизводства // Законы России: опыт, анализ, практика : научный журнал. — 2022. — № 1. — С. 3—6.

## Награды
- Почётный работник высшего профессионального образования Российской Федерации
- Премия для научно-педагогических работников «Высота» (2020)[10]